# Попогребский, Алексей Петрович
Алексе́й Петро́вич Попогре́бский (род. 7 августа 1972, Москва) — российский кинорежиссёр и сценарист.

## Биография
Алексей Попогребский, сын киносценариста Петра Алексеевича Попогребского, родился 7 августа 1972 года в Москве. В 1995 году окончил факультет психологии Московского государственного университета, после чего занимался переводческой деятельностью.
В тандеме с Борисом Хлебниковым снял две короткометражные картины (одну документальную и одну игровую), а также полнометражный игровой фильм «Коктебель», получивший в 2003 году специальный приз жюри «Серебряный Георгий» на XXV Московском кинофестивале. После этого Попогребский и Хлебников начали работать порознь.
В 2007 году фильм «Простые вещи» завоевал главный приз на XVIII открытом российском кинофестивале «Кинотавр».
В 2010 году новый фильм Попогребского «Как я провёл этим летом» вошёл в основной конкурс юбилейного шестидесятого Берлинского кинофестиваля и получил награды в номинациях «Лучшая мужская роль» (актёры Сергей Пускепалис и Григорий Добрыгин) и «За выдающиеся достижения в области киноискусства» (оператор Павел Костомаров). Фильм победил на фестивалях в Чикаго и Лондоне и был удостоен премии «Золотой орел».
В 2010 году прошёл курс обучения «Стереоскопическое киноповествование» Европейской киноакадемии и в 2011 году снял короткометражный 3D-фильм «Bloodrop» в рамках альманаха «Эксперимент 5IVE».
В 2017 году поставил историко-драматический сериал «Оптимисты», удостоенный премии «Золотой орёл» за лучший телевизионный сериал (более 10 серий).
С 2014 года является куратором программы «Режиссура» Московской школы кино.
24 июня 2017 года избран председателем КиноСоюза. По поводу своего избрания сказал: «Я был бы счастлив сейчас сесть и по полочкам разложить все задачи и возможности их решения, сказать, что КиноСоюз может и будет делать такие-то конкретные вещи. Но, увы, не могу».
Был членом жюри Лондонского кинофестиваля в 2017 году, председателем жюри кинофестивалей «Движение» и «Кинотавр».

## Общественная позиция
В марте 2014 года подписал письмо «Мы с Вами!» КиноСоюза в поддержку деятелей культуры Украины.
В июне 2018 года на кинофестивале «Кинотавр» призвал освободить заключённого в России украинского кинорежиссёра Олега Сенцова.
Подписал открытое письмо КиноСоюза против военного вторжения в Украину.

## Фильмография

### Режиссёр
- 1997 — Мимоход (короткометражный, документальный; совместно с Борисом Хлебниковым)
- 2000 — Хитрая лягушка (короткометражный, игровой; совместно с Борисом Хлебниковым)
- 2003 — Коктебель (совместно с Борисом Хлебниковым)
- 2007 — Простые вещи
- 2007 — Судебная колонка (сериал; эпизоды «Честь мундира» и «На живца»)
- 2010 — Как я провёл этим летом
- 2011 — Bloodrop (короткометражный, часть киноальманаха «Эксперимент 5IVE»)
- 2017 — Оптимисты (исторический телесериал)
- 2021 — Оптимисты. Карибский сезон (исторический телесериал)
- 2024 — Самая большая луна

### Сценарист
- 2003 — Коктебель (совместно с Борисом Хлебниковым)
- 2007 — Простые вещи
- 2010 — Как я провёл этим летом
- 2011 — Bloodrop (короткометражный, часть киноальманаха «Эксперимент 5IVE»)

### Актёр
- 2006 — Связь (эпизод)

## Награды
- 2003 — Специальный приз жюри «Серебряный Георгий», призы ФИПРЕССИ и российской критики за дебют на XXV Московском кинофестивале за фильм «Коктебель» (совместно с Борисом Хлебниковым).
- 2003 — Награда Филиппа Морриса на XXXVIII Кинофестивале в Карловых Варах за фильм «Коктебель» (совместно с Борисом Хлебниковым) —
- 2007 — Главный приз и приз за лучшую режиссуру XVIII открытого российского кинофестиваля «Кинотавр» за фильм «Простые вещи».
- 2007 — Призы ФИПРЕССИ и экуменического жюри на XL Кинофестивале в Карловых Варах за фильм «Простые вещи».
- 2007 — Кинопремия «Золотой орёл» в категории «Лучший сценарий» за фильм «Простые вещи».
- 2007 — Приз «Лучший режиссёрский дебют» на кинофестивале «Бригантина» за фильм «Простые вещи»
- 2010 — На Ереванском кинофестивале «Золотой абрикос» фильм режиссёра «Как я провёл этим летом» был отмечен экуменическим жюри специальным дипломом.
- 2011 — Премия «Золотой орёл» за фильм «Как я провёл этим летом» и его сценарий[18][19].
- 2011 — Премия «Ника» за фильм «Как я провёл этим летом»[20].
- 2018 — Премия «Золотой орёл» за лучший телевизионный сериал (более 10 серий)[21]